# Justaucorps

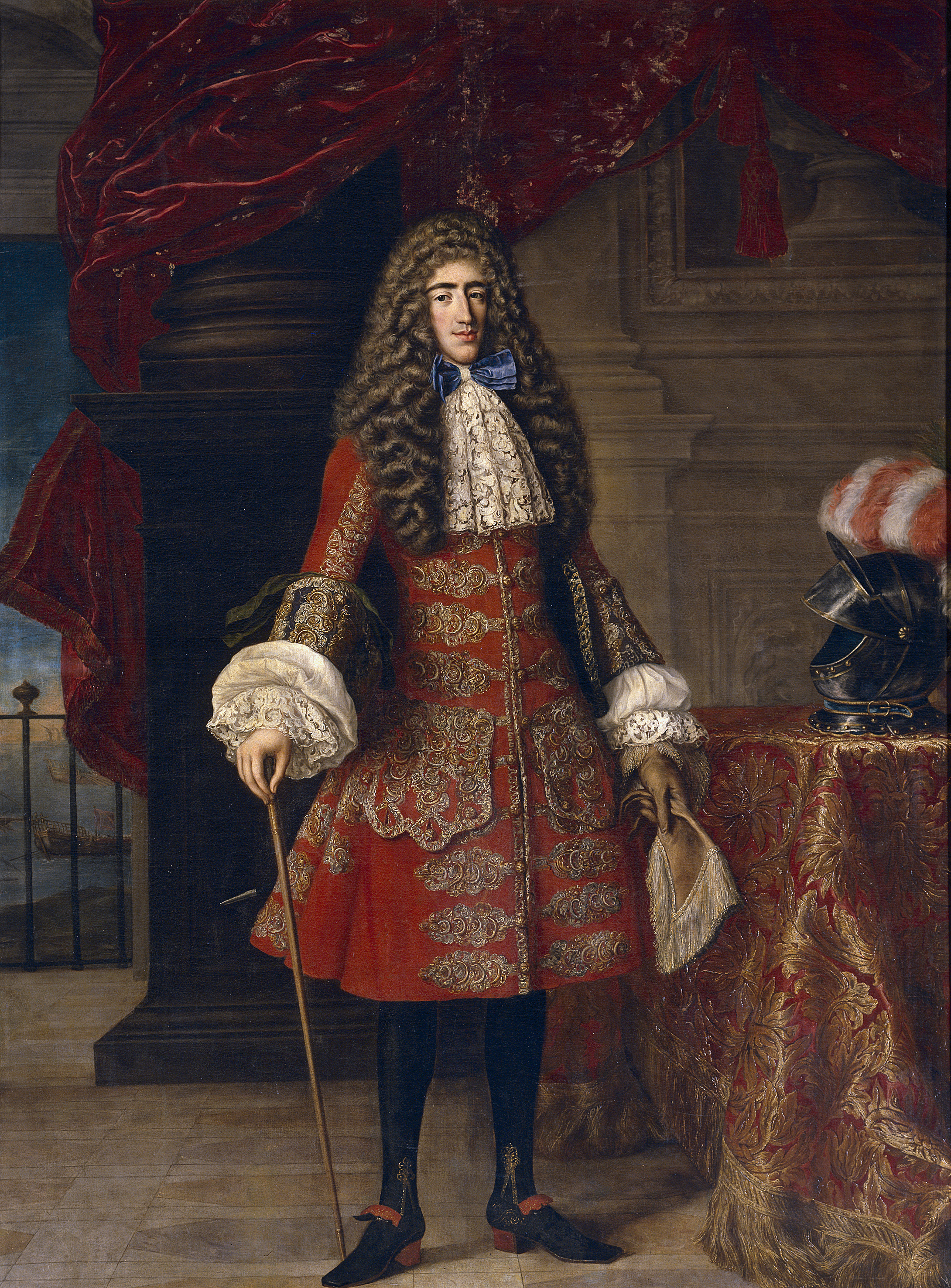
Luis Francisco de la Cerda (senare Hertig av Medinacelli) i en röd justaucorps med horisontella fickor och ståtliga dekorationer.

Justaucorps (franska "tätt efter kroppen") är en åtsittande och upptill knäppt rock med långa skört, som var vanlig under 1600-talets senare hälft och under 1700-talet. Den ersatte doubleten på 1670-talet. Den svenska benämningen var livrock vilket dock även kunde betyda ett kort och i livet tätt åtsittande överplagg för kvinnor. Den folkliga benämningen på justaucorps var långrock.